# Уманский (посёлок)
Уманский — посёлок в Ленинградском районе Краснодарского края Российской Федерации. Административный центр Уманского сельского поселения.
Находится в 12 км к юго-западу от станицы Ленинградской, в 135 км к северу от Краснодара.

## История
Поселок Уманский — населенный пункт Ленинградского района Краснодарского края. Основан 23 марта 1931 года как центральная усадьба при одноимённом совхозе. Первым директором совхоза был назначен Будревич Вячеслав Николаевич. Хозяйство получило трактора, крупный рогатый скот, семена. Были построены ферма, мастерские, детский сад, два жилых барака. Экономика хозяйства стала развиваться — в совхозе появились первые комбайны, росла производительность труда.
С началом Великой Отечественной войны жители поселка сразу включились во всенародную борьбу с немецкими оккупантами. На фронт ушло большинство мужчин-уманцев, 40 из них не вернулись домой. Вся тяжесть сельхозработ легла на плечи женщин, стариков и подростков. В период оккупации (август 1942-февраль 1943 гг.) поселку и совхозу был нанесен огромный материальный ущерб — почти 3,5 млн рублей.
После освобождения от немецких войск в результате упорного труда селян было восстановлено разрушенное хозяйство, выращен новый урожай. Со временем совхоз Уманский вырос в крупное, передовое сельскохозяйственное предприятие, которое занимало по многим показателям растениеводства и животноводства первые места в районе. Улучшились бытовые условия жизни селян — почти все жители поселка имели благоустроенные квартиры, были построены детский сад, клуб. В поселке функционируют средняя школа на 200 учащихся, почта, филиал сберегательного банка, магазины, фельдшерско-акушерский пункт, аптека, летний кинотеатр, телефонная станция. Улицы поселка, дороги к районному центру и фермам асфальтированы.
В 2001 году поселок Уманский газифицирован.
В начале 90-х годов в связи с реформами совхоз обанкротился и был ликвидирован, на его бывших землях в настоящее время работает 10 фермерских хозяйств.

## Население
| 2002 | 2010  |
| ---- | ----- |
| 1283 | ↘1275 |